# Paul Banke
Paul Banke est un boxeur américain né le 1er mars 1964 à Quail Valley, Californie.

## Carrière
Passé professionnel en 1985, il devient champion du monde des super-coqs WBC le 23 avril 1990 après sa victoire aux points contre Daniel Zaragoza lors de leur second combat. Banke conserve son titre face à Ki-Jun Lee puis perd contre Pedro Ruben Decima le 5 novembre 1990. Il met un terme à sa carrière en 1993 sur un bilan de 21 victoires et 9 défaites.

## Référence
1. ↑  (en) Random Classics - Daniel Zaragoza vs. Paul Banke I, II & III (belovedonslaught.com)